# 小行星3747
小行星3747（3747 Belinskij）是一颗绕太阳运转的小行星，为主小行星带小行星。该小行星于1975年11月5日发现。

## 轨道参数
小行星3747的轨道半长轴为3.1934633 UA，离心率为0.115。